# Seilablaufanlage

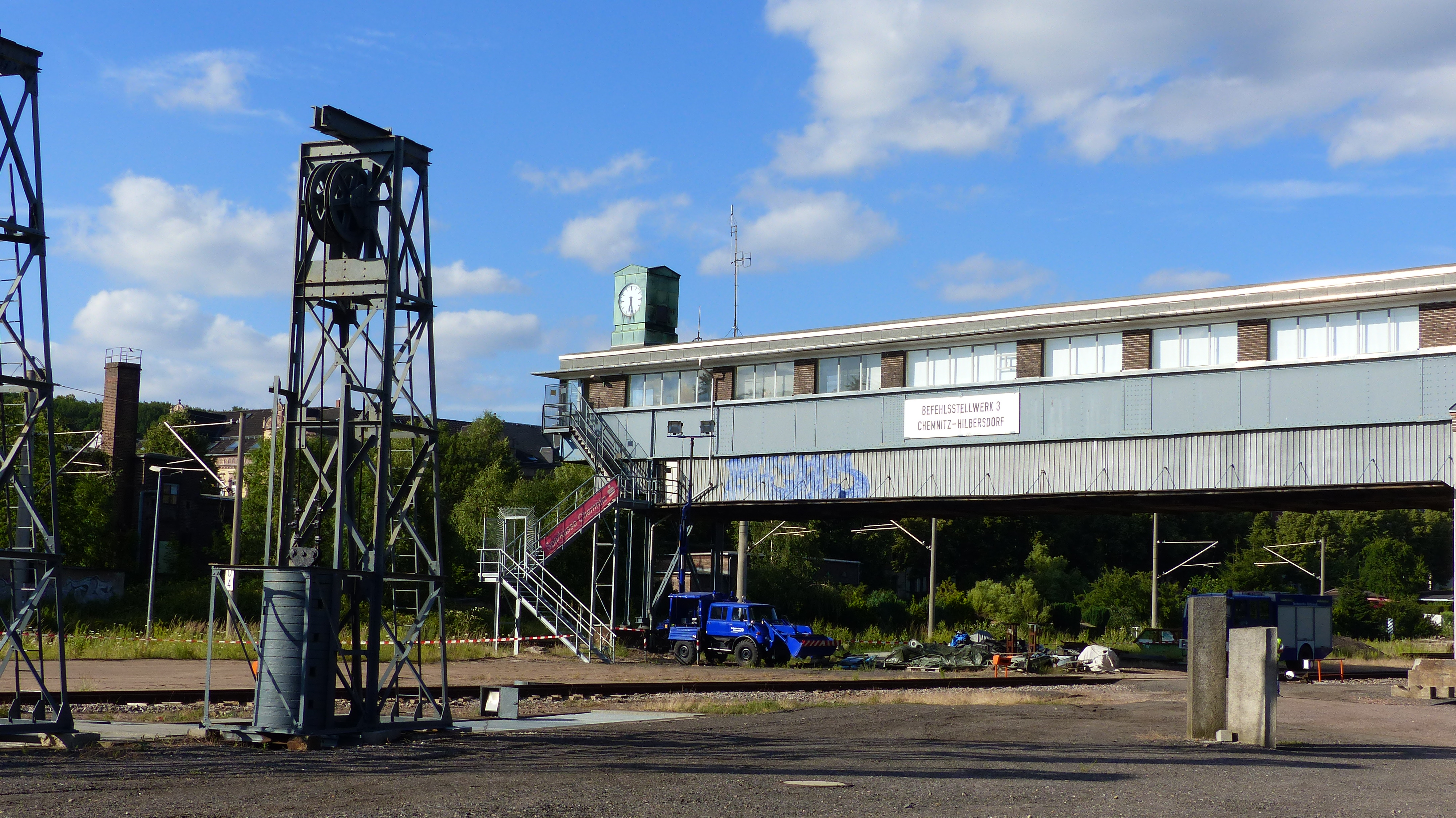
Seilablaufanlage mit Spanntürmen im Technikmuseum Chemnitz-Hilbersdorf

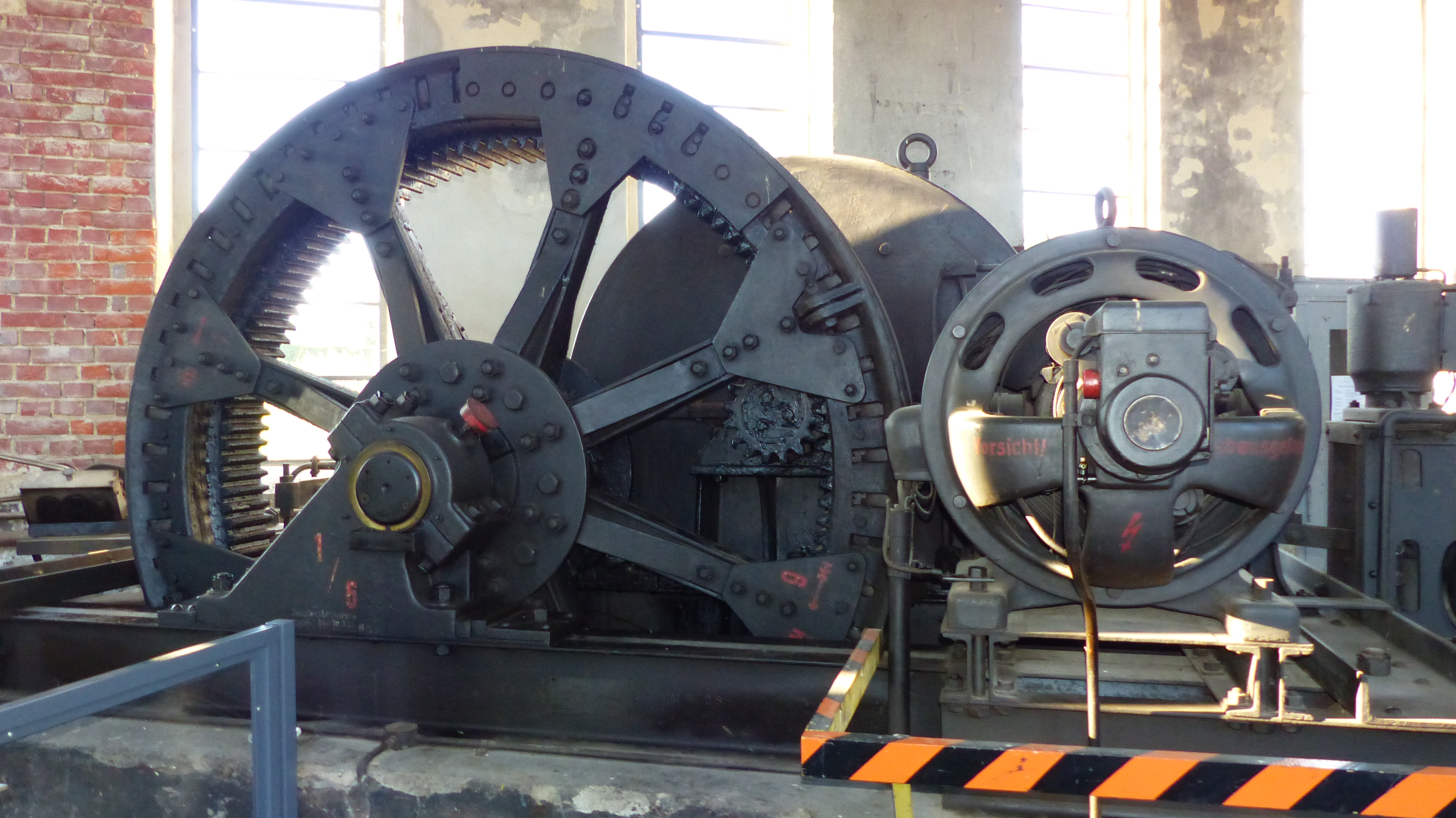
Eine der Seilscheiben der Seilablaufanlage (Maschinenhaus) in Chemnitz-Hilbersdorf

Eine Seilablaufanlage ist eine insbesondere in Rangierbahnhöfen genutzte Form einer Wagenförderanlage im Eisenbahnbetrieb. Mit ihr lässt sich ohne den Einsatz von Lokomotiven mithilfe eines Seilwagens rangieren.

## Technik
Eine Seilablaufanlage ist eine Einrichtung in der Einfahrgruppe eines Gefällebahnhofs zum Beschleunigen und Abbremsen bei Zerlegung von Güterzügen in einem Rangierbahnhof.
Die Seilablaufanlage besitzt ein Drahtseil, das mit einem Seilwagen verbunden ist, der auf einem gesonderten, tiefer liegenden Schmalspurgleis fährt, das zwischen den beiden Schienen des Regelspurgleises liegt. Dieser Seilwagen besitzt eine klappbare Bock-Konstruktion, mit dem die Güterwagen gebremst oder beschleunigt werden können. Zusammengeklappt ist diese Konstruktion profilfrei, sodass der Seilwagen unter den Güterwagen hindurchfahren kann. Die Nutzung eines solchen spurgebundenen Seilwagens ist das Hauptunterscheidungsmerkmal zu  Seilrangieranlagen, Spill- und Förderanlagen, die zudem nicht im Gefälle eingesetzt werden. Die verwendeten Drahtseile werden als sogenannte Endlos-Seile durch Gegengewichte in Spanntürmen unter Vorspannung gehalten. So können Temperatureffekte ausgeglichen und Schwingungserscheinungen im Seilsystem gedämpft werden. Durch den Einbau von Seilablaufanlagen in bestehende Rangierbahnhöfe sind Leistungssteigerungen von bis zu fünfzig Prozent belegt.
Die Antriebskraft des Drahtseiles wird von externen Elektromotoren über eine Seilscheibe (mit Klemmen nach Wilhelm Karlik) und Umlenkrollen auf die Seilwagen übertragen. Dieses Prinzip basiert auf dem einer Bergseilbahn. Dabei sind Betriebsgeschwindigkeiten von bis zu 1,5 Meter pro Sekunde möglich. Seilablaufanlagen werden mit Gleichstrommotoren, gesteuert über einen Leonardsatz, betrieben. Der Strom wird zumeist von Bahnkraftwerken bezogen.
Die Bremsen der Maschinen sind mechanische Backen- und Keilrillenbremsen. Die mit Druckluft gesteuerte Keilrillenbremse (Sicherheitsbremse) wirkt dabei direkt auf die Antriebsseilscheibe ein. Die Backenbremse ist an der Kupplung von Getriebe und Antriebsmotor angeordnet. Bei manchen Anlagen, beispielsweise in Chemnitz, wurden auch elektrodynamische Bremsen eingesetzt, die genutzten Strom beim Bremsen zurückgewinnen und in das Netz wieder einspeisen konnten. Der Betrieb der Chemnitzer Anlage erforderte auch spezielle Eisenbahnsignale für den Ablauf/ den gesamten Rangierprozess am Ablaufberg.

## Standorte
Typische Anlagen dieser Bauart wurden ab 1927 von der Deutschen Reichsbahn errichtet, so zum Beispiel auf den Bahnhöfen Dresden-Friedrichstadt (kriegszerstört) und Chemnitz-Hilbersdorf (heute Technikmuseum Schauplatz Eisenbahn). Seilablaufanlagen dienten der Optimierung und Leistungssteigerung von Rangierbahnhöfen, so konnte beispielsweise nach erneuter Modernisierung (1960) in Chemnitz-Hilbersdorf eine maximale Last von 1500 Tonnen pro Zug bewegt werden. Die tägliche Maximalleistung betrug 3500 Güterwagen auf der sechsgleisigen Chemnitzer Seilablaufanlage (Leistungsspitzen bis 5100 Wagen pro Tag sind nachgewiesen).